# Anton Höfer (General)

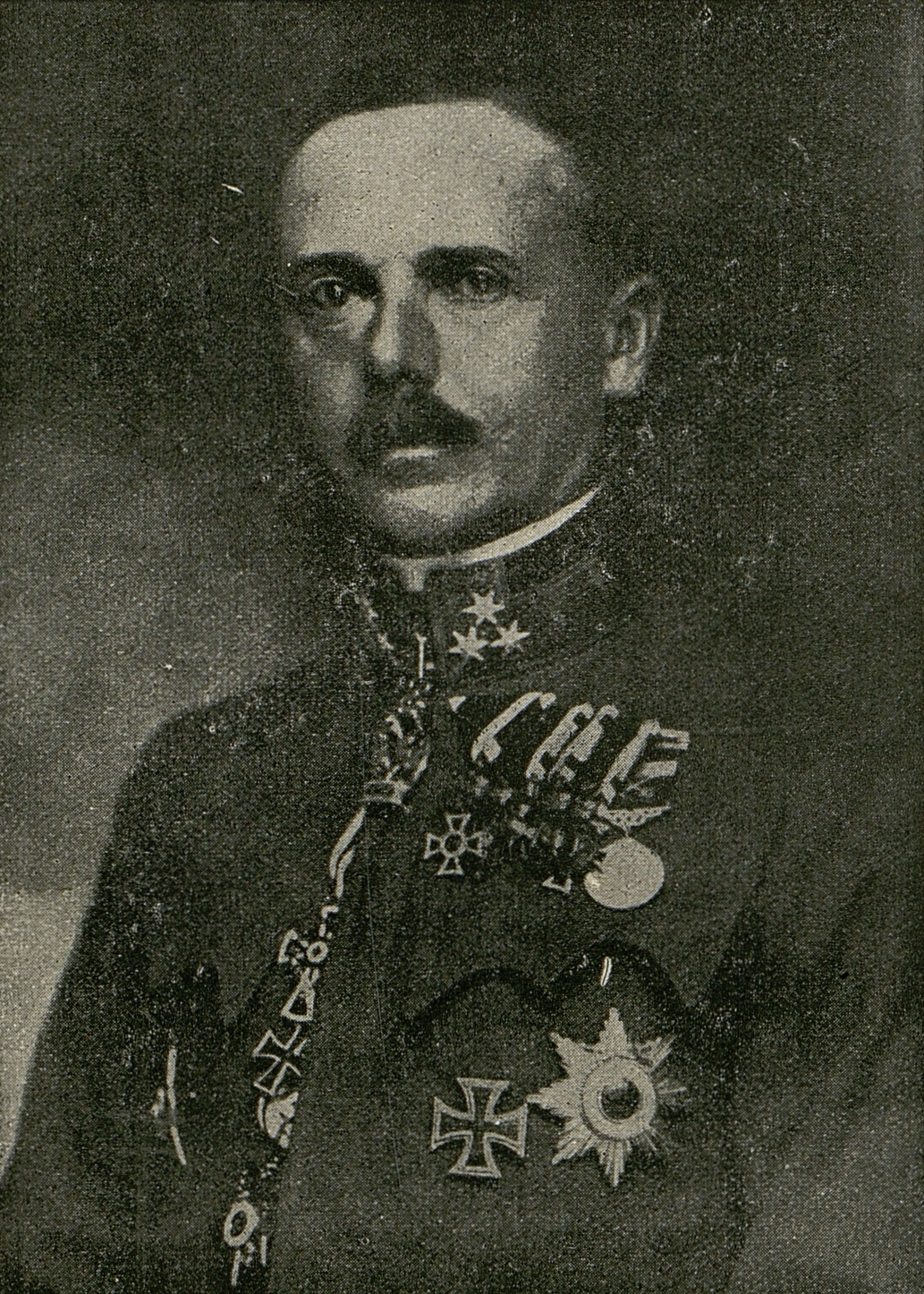
Generalmajor Anton Höfer (ca. 1916)

Anton Höfer (* 1. Jänner 1871 in Bozen; † 22. Juli 1949 in Wien) war ein österreichisch-ungarischer General und k.k. Minister für Volksernährung.

## Leben
Höfer besuchte die Pionierkadettenschule und dann die k.u.k. Kriegsschule. Er wurde im Jahr 1900 zum Hauptmann im Generalstab berufen. Als Oberst war er bis 1915 Chef des Etappenbureaus im Generalstab. 
Am 12. Oktober 1916 wurde im cisleithanischen Ministerium Stürgkh als Sektion des Innenministeriums das k.k. Ernährungsamt gegründet. Es handelte sich um Zeiten des Mangels, in denen behördliche Wirtschaftslenkung erforderlich wurde, um vor allem für die ärmeren Bevölkerungsschichten, die nicht genug Geld für den Schwarzmarkt hatten, Hungersnöte zu vermeiden. So wurde Höfer am 5. Jänner 1917 im Ministerium Clam-Martinic zum Minister ohne Portefeuille als Leiter des neu gegründeten Amtes für Volksernährung ernannt. Er wurde zeitgleich zum Generalmajor befördert.
Er blieb Leiter des Amtes auch im Ministerium Seidler. Im Jänner 1918 wurde er von einem Arbeiterrat kontaktiert, der sich während des österreichisch-ungarischen Jännerstreiks 1918 nach der Kürzung der Mehlrationen gebildet hatte, und empfing eine Delegation des Wiener Neustädter Arbeiterrats in Begleitung von Karl Renner, einem Politiker der Sozialdemokratischen Arbeiterpartei Österreichs (SDAPÖ). Am 26. Februar 1918 folgte ihm Ludwig Paul als Präsident des Amtes und Minister. 
Höfer wurde als Offizier nach Kriegsende in den Ruhestand versetzt und widmete sich als Präsident des „Vereines für internationale Hilfe und Verständigung“ kulturellen und wirtschaftlichen Belangen.